# ECW (텔레비전 프로그램)
ECW는 WWE가 제작하고 익스트림 챔피언십 레슬링의 프로레슬링 프로그램이다. 방송이 종료된 후 WWE NXT로 계승되었다.